# پرچم ریو دو ژانیرو
پرچم ریودو ژانیرو در ۸ ژوئیه ۱۹۰۸ پذیرفته شد.